# Elezioni comunali nelle Marche del 2005
Le elezioni comunali nelle Marche del 2005 si tennero il 3 e 4 aprile (con eventuale turno di ballottaggio il 17 e 18 aprile).

## Riepilogo sindaci eletti
Coalizione di centro-sinistra
| Provincia | Comune     | Popolazione legale (censimento 2001) | Sindaco uscente | Sindaco uscente           | Sindaco eletto | Sindaco eletto        | Primo turno | Primo turno | Secondo turno | Secondo turno | Seggi   |
| Provincia | Comune     | Popolazione legale (censimento 2001) | Sindaco uscente | Sindaco uscente           | Sindaco eletto | Sindaco eletto        | Voti        | %           | Voti          | %             | Seggi   |
| --------- | ---------- | ------------------------------------ | --------------- | ------------------------- | -------------- | --------------------- | ----------- | ----------- | ------------- | ------------- | ------- |
| Ancona    | Senigallia | 41 507                               |                 | Luana Angeloni (DS)       |                | Luana Angeloni (DS)   | 14 999      | 56,28       | —             | —             | 18 / 30 |
| Macerata  | Macerata   | 40 928                               |                 | Giorgio Meschini (PPI/DL) |                | Giorgio Meschini (DL) | 15 464      | 59,37       | —             | —             | 24 / 40 |

## Ancona

### Senigallia
|                                 | Luana Angeloni ✔️ Sindaca | 14 999               | 56,28 | Democratici di Sinistra   | 6 436  | 26,46 | 10 |  |  |
| La Margherita                   | Luana Angeloni ✔️ Sindaca | 14 999               | 56,28 | 3 793                     | 15,59  | 5     |    |  |  |
| Federazione dei Verdi           | Luana Angeloni ✔️ Sindaca | 14 999               | 56,28 | 1 369                     | 5,63   | 2     |    |  |  |
| Rifondazione Comunista          | Luana Angeloni ✔️ Sindaca | 14 999               | 56,28 | 1 248                     | 5,13   | 1     |    |  |  |
| Partito dei Comunisti Italiani  | Luana Angeloni ✔️ Sindaca | 14 999               | 56,28 | 635                       | 2,61   | –     |    |  |  |
| Socialisti Democratici Italiani | Luana Angeloni ✔️ Sindaca | 14 999               | 56,28 | 444                       | 1,83   | –     |    |  |  |
| Movimento Repubblicani Europei  | Luana Angeloni ✔️ Sindaca | 14 999               | 56,28 | 343                       | 1,41   | –     |    |  |  |
| Totale liste                    | Luana Angeloni ✔️ Sindaca | 14 999               | 56,28 | 14 268                    | 58,66  | 18    |    |  |  |
|                                 | Vincenzo Savini           | 5 885                | 22,08 | Forza Italia              | 2 114  | 8,69  | 2  |  |  |
| Liberi per Senigallia           | Vincenzo Savini           | 5 885                | 22,08 | 1 669                     | 6,86   | 2     |    |  |  |
| Unione di Centro                | Vincenzo Savini           | 5 885                | 22,08 | 833                       | 3,42   | 1     |    |  |  |
| Sinistra Democratica            | Vincenzo Savini           | 5 885                | 22,08 | 370                       | 1,52   | –     |    |  |  |
| Seggio di coalizione            | Seggio di coalizione      | Seggio di coalizione | 22,08 | 1                         |        |       |    |  |  |
| Totale liste                    | Vincenzo Savini           | 5 885                | 22,08 | 4 986                     | 20,50  | 5     |    |  |  |
|                                 | Fabrizio Marcantoni       | 3 341                | 12,54 | Marcantoni per Senigallia | 2 797  | 11,50 | 2  |  |  |
| Seggio di coalizione            | Seggio di coalizione      | Seggio di coalizione | 12,54 | 1                         |        |       |    |  |  |
|                                 | Lucio Massacesi           | 2 427                | 9,11  | Alleanza Nazionale        | 2 274  | 9,35  | 2  |  |  |
| Seggio di coalizione            | Seggio di coalizione      | Seggio di coalizione | 9,11  | 1                         |        |       |    |  |  |
| Totale                          | Totale                    | 26 652               | 100   |                           | 24 325 | 100   | 30 |  |  |
|                                 |                           |                      |       |                           |        |       |    |  |  |
| Schede bianche                  | Schede bianche            | 581                  | 2,08  |                           |        |       |    |  |  |
| Schede nulle                    | Schede nulle              | 738                  | 2,64  |                           |        |       |    |  |  |
| Votanti                         | Votanti                   | 27 971               | 74,24 |                           |        |       |    |  |  |
| Elettori                        | Elettori                  | 37 675               |       |                           |        |       |    |  |  |
|                                 |                           |                      |       |                           |        |       |    |  |  |
| Fonte: Ministero dell'interno   |                           |                      |       |                           |        |       |    |  |  |

## Macerata

### Macerata
|                                                    | Giorgio Meschini ✔️ Sindaco | 15 464               | 59,37 | Democratici di Sinistra | 3 825  | 16,24 | 7  |  |  |
| La Margherita                                      | Giorgio Meschini ✔️ Sindaco | 15 464               | 59,37 | 3 538                   | 15,02  | 7     |    |  |  |
| Città Viva                                         | Giorgio Meschini ✔️ Sindaco | 15 464               | 59,37 | 1 616                   | 6,86   | 3     |    |  |  |
| Rifondazione Comunista                             | Giorgio Meschini ✔️ Sindaco | 15 464               | 59,37 | 1 488                   | 6,32   | 3     |    |  |  |
| Partito dei Comunisti Italiani                     | Giorgio Meschini ✔️ Sindaco | 15 464               | 59,37 | 1 229                   | 5,22   | 2     |    |  |  |
| Socialisti Democratici Italiani - Unità Socialista | Giorgio Meschini ✔️ Sindaco | 15 464               | 59,37 | 796                     | 3,38   | 1     |    |  |  |
| Repubblicani Europei - Città dell'Uomo             | Giorgio Meschini ✔️ Sindaco | 15 464               | 59,37 | 537                     | 2,28   | 1     |    |  |  |
| Popolari UDEUR                                     | Giorgio Meschini ✔️ Sindaco | 15 464               | 59,37 | 416                     | 1,77   | –     |    |  |  |
| Italia dei Valori                                  | Giorgio Meschini ✔️ Sindaco | 15 464               | 59,37 | 357                     | 1,52   | –     |    |  |  |
| Totale liste                                       | Giorgio Meschini ✔️ Sindaco | 15 464               | 59,37 | 13 802                  | 58,58  | 24    |    |  |  |
|                                                    | Giovanni Meriggi            | 7 070                | 27,14 | Alleanza Nazionale      | 2 917  | 12,38 | 5  |  |  |
| Forza Italia                                       | Giovanni Meriggi            | 7 070                | 27,14 | 2 188                   | 9,29   | 3     |    |  |  |
| Unione dei Democratici Cristiani e di Centro       | Giovanni Meriggi            | 7 070                | 27,14 | 1 680                   | 7,13   | 3     |    |  |  |
| Lista Meriggi Sindaco                              | Giovanni Meriggi            | 7 070                | 27,14 | 243                     | 1,03   | –     |    |  |  |
| Lega Nord                                          | Giovanni Meriggi            | 7 070                | 27,14 | 150                     | 0,64   | –     |    |  |  |
| Seggio di coalizione                               | Seggio di coalizione        | Seggio di coalizione | 27,14 | 1                       |        |       |    |  |  |
| Totale liste                                       | Giovanni Meriggi            | 7 070                | 27,14 | 7 178                   | 30,47  | 11    |    |  |  |
|                                                    | Anna Menghi                 | 2 360                | 9,06  | Comitato Anna Menghi    | 1 779  | 7,55  | 2  |  |  |
| Seggio di coalizione                               | Seggio di coalizione        | Seggio di coalizione | 9,06  | 1                       |        |       |    |  |  |
|                                                    | Arrigo Antolini             | 1 155                | 4,43  | Uniti per Macerata      | 801    | 3,40  | –  |  |  |
| Seggio di coalizione                               | Seggio di coalizione        | Seggio di coalizione | 4,43  | 1                       |        |       |    |  |  |
| Totale                                             | Totale                      | 26 049               | 100   |                         | 23 560 | 100   | 40 |  |  |
|                                                    |                             |                      |       |                         |        |       |    |  |  |
| Schede bianche                                     | Schede bianche              | 527                  | 1,93  |                         |        |       |    |  |  |
| Schede nulle                                       | Schede nulle                | 703                  | 2,58  |                         |        |       |    |  |  |
| Votanti                                            | Votanti                     | 27 279               | 76,15 |                         |        |       |    |  |  |
| Elettori                                           | Elettori                    | 35 825               |       |                         |        |       |    |  |  |
|                                                    |                             |                      |       |                         |        |       |    |  |  |
| Fonte: Ministero dell'interno                      |                             |                      |       |                         |        |       |    |  |  |